# 海门区
海门区位于长江三角洲，是中華人民共和國江苏省南通市所轄的一個市轄區。位于江苏省东南部，东濒黄海，南倚长江，与上海隔江相望，素有“江海门户”之称，被誉为“北上海”。海门文化属吴越文化，海门人属江浙民系使用吴语。區人民政府駐海门街道北京中路600號。

## 历史
清朝初年，江流主泓南倾，长江北岸开始涨积，涨出40多个新沙，绵亘百余里。大量江南移民来此农垦。
乾隆三十三年（1768年），建海门直隶厅为江苏省直隶厅，设治于茅家镇。海门人绝大多数是是上海、苏州、嘉兴、湖州等地江南移民后裔。
民国元年（1912年），改为海门县，姜灶港等地划归南通县。 
1914年至1927年，属沪海道。1945年至1946年，中共政权归属于东南县。
1949年后，今南通市所属张芝山镇以南的南兴镇、南通农场、苏通大桥等区域划归南通县。
1949年1月，原海门东部海东、二效等区并入启东县，大致是现启东中部地区。
1954年9月，又将海门县王鲍区等地12个乡并入启东县。同年12月，海门县通兴农场也划归启东县。
1994年6月，撤县设市，成立县级海门市，市人民政府驻海门镇。
2020年7月17日，江苏省人民政府公布，经国务院批准，撤销县级海门市，设立南通市海门区。

## 行政区划
县级海门区下辖12个乡级行政区：
海门街道、滨江街道、三厂街道、三星镇、常乐镇、悦来镇、四甲镇、余东镇、正余镇、包场镇、临江镇、海永镇、永隆沙农场、大东农场、海门市畜禽良种场、海门市种羊场、海门市包场渔场、海门市长江芦荡养殖场、海门市沿江渔场、海门市三厂苗圃、海门市农科所、海门市财政局芦荡管理所和江苏省国营江心沙农场。
类似乡级单位：海门区永隆沙农场、海门区棉花原种场、海门区大东农场、海门区蓄禽良种场、海门区种羊场、海门区包场渔场、海门区长江渔场、海门区沿江渔场、海门区三厂苗圃、海门区农科所、海门区海门盐场、海门区财政局芦荡管理所、海门区海门港。
此外，还有：
- 江苏省国营江心沙农场（行政上隶属江苏省农垦总公司，地域在滨江街道）
- 国家级经济技术开发区：海门经济技术开发区（滨江街道境内）
- 省级开发区：海门工业园区（三星镇境内）

## 人口
截至2020年11月1日零时，根據第七次全国人口普查顯示海门區常住人口为991782人，比2010年第六次全国人口普查时增加了84184人，增长9.3%；比2020年公安户籍人口的98.87万人多了3100多人。

## 地理
境内地势平坦，海拔2.5-5.2米，属亚热带季风气候。年平均气温15℃，日照2250小时，无霜期230天左右。海门区年平均降水量1040.4毫米，年平均蒸发量1282.0毫米。

## 经济
- 2008年已在江北率先实现小康。
- 2012年地区国民生产总值663.1亿元,人均GDP73490元。
- 2013年福布斯全国最佳县级第12名,江苏省内第7名。

## 交通
公路
- 沪陕高速宁启段东西向贯穿海门市境内。
- 苏通大桥：南通和苏州之间的长江公路大桥，已建成通车。
- 崇海大桥：崇明到海门的越江大桥，尚未开工。
- 345国道过境。

铁路
- 宁启铁路：南京至启东铁路，已建成通车。

航空
- 距上海虹桥、浦东国际机场只需2~2.5小时车程。距南通机场30分钟车程。

## 民族
主要为汉族。2014年有35个少数民族，少数民族户籍人口1742人。

## 方言
- 海门方言主要由两种吴语构成：吴语太湖片苏沪嘉小片海启话和吴语太湖片毗陵小片通东话。

## 特产
海门山羊肉
海门山歌

## 教育
海门市全市现有高中6所，初中28所，小学40所，幼儿园66所，职业高中1所，特殊教育学校1所，十二年一贯制民办学校1所。
- 江苏省海门中学
- 海门实验学校
- 海门区第一中学(2016年由海门市三厂中学，海门市冠今中学，海门市麒麟中学合并组成）
- 海门区证大中学（现为海门中学证大校区）
- 江苏省包场高级中学
- 海门区四甲中学
- 江苏省海门中等专业学校
- 海门区海南初级中学
- 海门区东洲初级中学
- 海门区东洲小学
- 海门区实验小学
- 海门区育才小学
- 海门区新教育小学
- 海门区东洲国际学校（东洲中学南校区）
- 海门区中南东洲国际学校（民办）

## 友好城市
- 中国瑞丽市[6]
- 中国腾冲市[7]
- 德国施瓦岑贝克
- 纳米比亚奥卡豪（英语：Okahao）[8]